# كوك نيلسون
كوك نيلسون (بالإنجليزية: Cook Neilson)‏ هو متسابق دراجات نارية أمريكي، ولد في 24 أغسطس 1943.